# ۲۷ ژانویه
۲۷ ژانویه در تقویم گرگوری، بیست و هفتمین روز سال است. ۳۳۸ روز (در سال‌های کبیسه ۳۳۹روز) تا پایان سال باقی است.

## رویدادها
- ۹۸ - تراژان بعد از پدرخوانده‌اش، نروا، امپراتور روم می‌شود.
- ۶۶۱ - خلافت راشدین با کشته شدن علی بن ابی‌طالب توسط ابن ملجم مرادی، خاتمه میابد.
- ۱۵۹۳ - واتیکان دادگاه ۷ساله جوردانو برونو را آغاز می‌کند.
- ۱۶۰۶ - توطئه باروت: دادگاه گای فاکس و همدستانش آغاز می‌شود.
- ۱۶۹۵ - مصطفی دوم بعد از مرگ احمد دوم سلطان عثمانی می‌شود.
- ۱۷۸۵ - دانشگاه جورجیا، اولین دانشگاه دولتی آمریکا، تأسیس می‌شود.
- ۱۸۶۹ - جمهوری ازو توسط شورشی‌های توکوگاوا در جزیره هوکایدو ژاپن تشکیل شد.
- ۱۸۸۸ - انجمن نشنال جئوگرافی در واشینگتن، دی. سی. تأسیس می‌شود.
- ۱۹۲۷ - ملک عبدالعزیز مؤسس عربستان جدید و نیای حاکمان کنونی این کشور به پادشاهی نجد رسید.
- ۱۹۳۹ - لاکهید پی-۳۸ لایتنینگ اولین پرواز خود را انجام داد.
- ۱۹۴۴ - جنگ جهانی دوم: محاصره ۹۰۰ روزه لنینگراد خاتمه میابد.
- ۱۹۴۵ - جنگ جهانی دوم: نیروهای ارتش سرخ اسیران باقی مانده در اردوگاه آشویتس را از ارتش آلمان نازی آزاد می‌کنند.
- ۱۹۴۶ - احمد قوام السلطنه به فرمان محمد رضا شاه پهلوی نخست‌وزیر ایران می‌شود.
- ۱۹۵۱ - اولین آزمایش جنگ‌افزار هسته‌ای در پایگاه آزمایش نوادا انجام شد.
- ۱۹۶۱ - زیردریایی اس-۸۰ اتحاد جماهیر شوروی غرق و به‌طور کامل نابود شد.
- ۱۹۶۵ - امیرعباس هویدا نخست‌وزیر ایران می‌شود.
- ۱۹۶۷ - فضانوردان گاس گریسوم، ادوارد هیگینز ویت و راجر بی. چافی بر اثر آتش گرفتن فضاپیمای آپولو ۱ حین آزمایش در پایگاه فضایی کندی، فلوریدا کشته می‌شوند.
- ۱۹۶۷ - ایالات متحده آمریکا، بریتانیا و اتحاد جماهیر شوروی، پیمان فضایی ماورای جو را در واشینگتن، دی.سی. امضا کرده و گسترش جنگ‌افزار هسته‌ای در فضا را ممنوع کرده و استفاده از ماه و دیگر اجرام آسمانی را به استفاده‌های صلح‌آمیز محدود کردند.
- ۱۹۷۳ - در پی انفجار یک بمب سرهنگ ویلیام نولد کشته شد تا آخرین تلفات نیروهای آمریکایی در جنگ ویتنام در نام بگیرد.
- ۱۹۸۰ - با همکاری دولت‌های آمریکا و کانادا ۶ دیپلمات فراری آمریکایی از ایران خارج می‌شوند.
- ۱۹۸۳ - شفت آزمایشی تونل سیکان، بزرگ‌ترین تونل زیر آبی جهان با طول ۵۳٫۸۵ کیلومتر بین جزایر ژاپنی هونشو و هوکایدو شکست.
- ۱۹۸۴ - مایکل جکسون، خواننده پاپ، بر اثر آتش گرفتن موهایش حین ضبط فیلمی تبلیغاتی برای پپسی دچار سوختگی درجه دو می‌شود.
- ۱۹۹۶ - آلمان برای اولین بار یادبود بین‌المللی هولوکاست را گرامی داشت.
- ۱۹۹۶ - در اثر یک کودتای نظامی در نیجر سرهنگ ابراهیم باره مِینسارا، ماهامان عثمان رئیس‌جمهور این کشور که برای اولین بار به‌طور دموکراتیک به سمت ریاست جمهوری انتخاب شده بود را برکنار کرد.
- ۲۰۰۲ - در اثر انفجار در تأسیسات نظامی در لاگوس نیجریه دست کم ۱۱۰۰ تن از نظامیان و اهالی منطقه کشته و بیش از ۲۰ هزار نفر بی خانمان شدند.
- ۲۰۰۳ - شروع انتخاب اولین فهرست ملی ضبط اصوات توسط کتابخانه کنگره اعلام می‌شود.
- ۲۰۰۶ - وسترن یونیون خدمات تلگراف و پیام‌های تبلیغاتی خود را متوقف می‌کند.
- ۲۰۱۰ - بحران قانون اساسی هندوراس (که در آن رئیس‌جمهور مانوئل زلایا خواهان حذف محدودیت دوره‌های ریاست جمهوری بود) با رئیس‌جمهور شدن پورفیریو لوبو به پایان رسید.
- ۲۰۱۱ - بهار عربی: انقلاب یمن با تجمع ۱۶٬۰۰۰ مخالف در صنعا آغاز می‌شود.
- ۲۰۱۳ - بر اثر آتش‌سوزی در یک کلوپ شبانه در سانتا ماریا برزیل ۲۴۲ کشته شدند.

## زادروزها
- ۱۵۰۴ - پیوس پنجم، پاپ (م. ۱۵۷۲)
- ۱۵۸۵ - هندریک آورکامپ، نقاش هلندی (م. ۱۶۳۴)
- ۱۷۵۶ - ولفگانگ آمادئوس موتسارت، آهنگساز اتریشی (م. ۱۷۹۱)
- ۱۷۷۵ - فریدریش ویلهلم یوزف شلینگ، فیلسوف ایده‌آلیست آلمانی (م. ۱۸۵۴)
- ۱۸۰۸ - داوید اشتراوس، دانشمند آلمانی (م. ۱۸۷۴)
- ۱۸۱۴ - اوژن ویوله لودوک، معمار فرانسوی (م. ۱۸۷۹)
- ۱۸۲۳ - ادوارد لالو، آهنگساز فرانسوی (م. ۱۸۹۲)
- ۱۸۲۴ - دیوید ام. کی، سیاستمدار آمریکایی (م. ۱۹۰۰)
- ۱۸۲۶ - میخائیل سالتیکوف-شچدرین، رمان‌نویس روس (م. ۱۸۸۹)
- ۱۸۳۲ - لوئیس کارول، ریاضی‌دان، کشیش، عکاس و نویسنده انگلیسی (م. ۱۸۹۸)
- ۱۸۳۶ - لئوپولد فون زاخر-مازوخ، نویسنده اتریشی - آلمانی (م. ۱۸۹۵)
- ۱۸۵۰ - ادوارد اسمیت، افسر دریایی و کاپیتان انگلیسی (م. ۱۹۱۲)
- ۱۸۵۹ - ویلهلم دوم، قیصر آلمان و پادشاه پروس (م. ۱۹۴۱)
- ۱۸۶۴ - جان والتر گرگوری، زمین‌شناس و مکتشف انگلیسی (م. ۱۹۳۲)
- ۱۸۶۹ - بیلی باست، فوتبالیست انگلیسی (م. ۱۹۳۷)
- ۱۸۸۵ - جروم کرن، ترانه‌ساز آمریکایی (م. ۱۹۴۵)
- ۱۸۹۱ - ایلیا ارنبورگ، نویسنده و روزنامه‌نگار روس (م. ۱۹۶۷)
- ۱۸۹۳ - سونگ چینگ لینگ، همسر سون یات سن، از اعضای حزب کمونیست چین و رئیس‌جمهور افتخاری جمهوری خلق چین (م. ۱۹۸۱)
- ۱۸۹۷ - کارل اوبرگ، بازرگان و ژنرال آلمانی، رهبر کل نیروهای اس‌اس و پلیس در فرانسه ویشی (م. ۱۹۶۵)
- ۱۹۲۴ - رئوف دنکتاش، سیاستمدار قبرسی، رهبر جمهوری ترک نشین قبرس شمالی (م. ۲۰۱۲)
- ۱۹۲۶ - اینگرید تولین، بازیگر سوئدی (م. ۲۰۰۴)
- ۱۹۳۲ - بوریس شاخلین، ژیمناست روس (م. ۲۰۰۸)
- ۱۹۳۶ - ساموئل چائو چونگ تینگ، فیزیکدان آمریکایی
- ۱۹۴۰ - جیمز کرامول، بازیگر آمریکایی
- ۱۹۴۳ - جان میکا، سیاستمدار آمریکایی
- ۱۹۴۴ - نیک میسن، درامر انگلیسی (پینک فلوید)
- ۱۹۵۵ - جان رابرتس، سیاستمدار آمریکایی
- ۱۹۵۶ - میمی راجرز، بازیگر آمریکایی
- ۱۹۵۷ - فرانک میلر، نویسنده، کارگردان و هنرمند آمریکایی
- ۱۹۵۹ - کیت اولبرمن، مجری آمریکایی
- ۱۹۶۴ - بریجیت فوندا، بازیگر آمریکایی
- ۱۹۶۷ - بابی دیول، بازیگر هندی
- ۱۹۶۸ - مایک پاتن، آهنگ‌ساز و خواننده آمریکایی
- ۱۹۶۹ - الیت آبکاسی، رمان‌نویس و فیلم‌نامه‌نویس فرانسوی
- ۱۹۷۴ - اوله اینار بیورندالن، ورزشکار مرد رشتهٔ بیاتلون نروژی
- ۱۹۷۵ - آلوئیسیو خوزه دا سیلوا، فوتبالیست برزیلی
- ۱۹۷۶ - جرمی هانسن، فضانورد کانادایی
- ۱۹۷۹ - رزاماند پایک، بازیگر انگلیسی
- ۱۹۸۰ - مارات سافین، تنیس‌باز روس
- ۱۹۸۱ - یانیف کاتن، فوتبالیست اسرائیلی
- ۱۹۸۵ -
  - نظیر مانکیف، کشتی‌گیر فرنگی‌کار فرانسوی.
  - عبدالله بوشهری، بازیگر ایرانی باشندهٔ کویت.
- ۱۹۸۶ - دانیلو نیکو، فوتبالیست فرانسوی
- ۱۹۸۷ - آنتون شونین، فوتبالیست روس
- ۱۹۸۸ - کرلون، فوتبالیست برزیلی
- ۱۹۵۷ - یانیک جرز، گیتاریسست انگلیسی
- ۱۹۷۶ - ددیمار، فوتبالیست برزیلی
- ۱۹۸۰ - وانگ یاپینگ، فضانورد چینی
- ۱۹۸۷ - دنیس گلوشاکوف، فوتبالیست روس

## مرگ‌ها
- ۹۸ - نروا، امپراتور روم (ت. ۳۰)
- ۴۵۷ - مارسیانوس، امپراتور روم شرقی (ت. ۳۹۲)
- ۶۷۲ - ویتالیانوس، پاپ کلیسای کاتولیک اهل ایتالیا (ت. نامشخص)
- ۱۴۹۰ - آشی‌کاگا یوشی‌ماسا، شوگون ژاپنی (ت. ۱۴۳۵)
- ۱۵۹۶ - فرانسیس دریک، کاپیتان و کاشف انگلیسی (ت. ۱۵۴۰)
- ۱۸۱۴ - یوهان گوتلیب فیشته، فیلسوف آلمانی (ت. ۱۷۶۲)
- ۱۸۵۱ - جان جیمز اودوبان، نقاش و پرنده‌شناس فرانسوی-آمریکایی (ت. ۱۷۸۹)
- ۱۸۶۰ - یانوش بویویی، ریاضی‌دان مجار (ت. ۱۸۰۲)
- ۱۹۰۱ - جوزپه وردی، آهنگ‌ساز ایتالیایی (ت. ۱۸۱۳)
- ۱۹۲۲ - نلی بلی، روزنامه‌نگار آمریکایی (ت. ۱۸۶۴)
- ۱۹۴۰ - ایزاک بابل، نویسنده، روزنامه‌نگار و نمایش‌نامه‌نویس روس (ت. ۱۸۹۴)
- ۱۹۶۷ - راجر بی. چافی، خلبان، مهندس و فضانورد آمریکایی (ت. ۱۹۳۵)
- ۱۹۶۷ - گاس گریسوم، خلبان و فضانورد آمریکایی (ت. ۱۹۲۶)
- ۱۹۶۷ - ادوارد هیگینز ویت، خلبان، مهندس و فضانورد آمریکایی (ت. ۱۹۳۰)
- ۱۹۷۲ - ریچارد کورانت، ریاضی‌دان آلمانی-آمریکایی (ت. ۱۸۸۸)
- ۱۹۸۳ - لوئی دوفونس، بازیگر فرانسوی (ت. ۱۹۱۴)
- ۱۹۹۶ - رالف دبلیو. یاربرو، سیاستمدار آمریکایی (ت. ۱۹۰۳)
- ۲۰۰۶ - یوهانس راو، سیاستمدار آلمانی، ۸مین رئیس‌جمهور آلمان (ت. ۱۹۳۱)
- ۲۰۰۸ - محمد سوهارتو، سیاستمدار اندونزیای، دومین رئیس‌جمهور اندونزی (ت. ۱۹۲۱)
- ۲۰۰۹ - جان آپدایک، نویسنده آمریکایی (ت. ۱۹۳۲)
- ۲۰۱۰ - جی. دی. سالینجر، نویسنده آمریکایی (ت. ۱۹۱۹)
- ۲۰۱۰ - هوارد زین، تاریخ‌دان و نویسنده آمریکایی (ت. ۱۹۲۲)

## اعیاد و مراسم‌ها
- روز جهانی یادآوری هولوکاست